# Lara Stalder
Lara Stalder, född den 15 maj 1994 i Luzern i Schweiz, är en schweizisk ishockeyspelare.
Hon tog OS-brons i damernas ishockeyturnering i samband med de olympiska ishockeytävlingarna 2014 i Sotji.